# William Henry Keeler

William Henry kardinál Keeler (4. března 1931 San Antonio – 23. března 2017, Catonsville, Maryland) byl americký římskokatolický kněz, bývalý arcibiskup baltimorský, kardinál.
Kněžské svěcení přijal 17. července 1955 v Římě, kde poté na Papežské univerzitě Gregoriana získal licenciát z teologie a doktorát z kanonického práva. Po návratu do vlasti působil v diecézi Harrisburg – byl zde kaplanem, sekretářem diecézního tribunálu a kancléřem diecéze.
V červenci 1979 ho papež Jan Pavel II. jmenoval pomocným biskupem diecéze Harrisburg, biskupské svěcení přijal 21. září téhož roku. Světitelem byl tehdejší diecézní biskup Joseph Thomas Daley. Po jeho smrti se stal od listopadu 1983 sídelním biskupem. V letech 1989 až 1992 byl místopředsedou a v letech 1992 až 1995 předsedou Biskupské konference USA.
Při konzistoři v listopadu 1994 byl jmenován kardinálem. Po dosažení kanonického věku 75 let rezignoval na funkci arcibiskupa Baltimore. Papež Benedikt XVI. jeho rezignaci přijal v roce 2007, nástupcem se stal Edwin Frederick O'Brien.